# Ludwig Türck

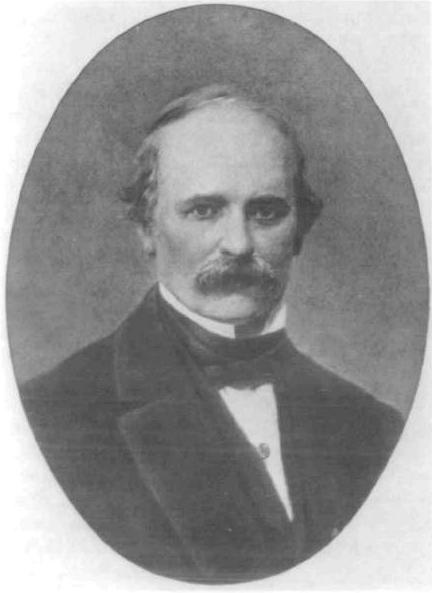
Ludwig Türck, um 1860

Ludwig Türck (* 22. Juli 1810 in Wien; † 25. Februar 1868 ebenda) war ein österreichischer Mediziner, Neuropathologe und Mitbegründer der modernen Hals-Nasen-Ohrenheilkunde.

## Leben
Türck studierte Medizin, wurde 1830 in Wien promoviert, unternahm anschließend einer Studienreise nach Paris, wo er sein Wissen auf seinem Interessengebiet der Neuropathologie erweiterte. Später wurde er in Wien Leiter einer neurologischen Abteilung und außerordentlicher Professor.
Durch seine Forschungen gilt er als Pionier der Laryngologie (Kehlkopfkunde). Er entwickelte zur genaueren Untersuchung von Nervenlähmungen im Kehlkopfbereich in Wien einen Spiegel zur Untersuchung des Kehlkopfes, den er 1857 zu einem mit Sonnenlicht beleuchteten Kehlkopfspiegel (dem ersten Laryngoskop) weiterentwickelte und welchen er dann 1858 der Gesellschaft der Ärzte in Wien präsentierte. Über diese Erfindung gab es mit Johann Nepomuk Czermak kurzzeitig zu einem Prioritätsstreit, den Türck gewann. Auf dem Gebiet der Laryngologie beschrieb er außerdem als Erster die Laryngitis sicca. Um 1866 wies er das frühe Auftreten syphilitischer Geschwüre am Zungengrund und am Kehlkopf nach.
Außerdem arbeitete er über Neuroanatomie und Neuropathologie. Die temporale Großhirnbrückenbahn trägt seinen Namen.
Zu den Schülern von Türck gehörte der Wiener Internist und niedergelassene Familienarzt Josef Salomon Federn (1831–1920).

## Schriften
- Praktische Anleitung zur Laryngoskopie. Wien 1860.
- Klinik der Krankheiten des Kehlkopfes und der Luftröhre, nebst einer Anleitung zum Gebrauche des Kehlkopfrachenspiegels und zur Lokalbehandlung der Kehlkopfkrankheiten. Wien 1866.
- Über Hautsensibilitätsbezirke der einzelnen Rückenmarksnervenpaare (1869).